# Pachnobia unifasciata
Pachnobia unifasciata är en fjärilsart som beskrevs av Ménétriés 1851. Pachnobia unifasciata ingår i släktet Pachnobia och familjen nattflyn. Inga underarter finns listade i Catalogue of Life.